# Deuteria
Deuteria (eller Deoteria), var en frankisk drottning 533-536; gift med merovingerkungen Theodebert I av Austrasien och Reims.
Deuteria till hörde en aristokratisk Gallo-romersk familj från Auvergne och var troligen släkt med Sidonius Apollinaris, Saint Avitus och kejsar Avitus. Hon var först bosatt i Septimania, där hon hade en man och en dotter, Adia. År 533 anfölls Septimania av Theodebert. Då han nådde Cabrières skickade han en budbärare med uppmaning till lokalbefolkningen att överlämna sig, och budbäraren fick då ett meddelande av Deuteria till Theodebert, där hon förklarade att ingen kunde motstå honom och att alla erkände honom som sin härskare. Theodebert mötte då Deuteria och förälskade sig i henne. Han avbröt kort därpå fälttåget vid sin fars plötsliga död. 
Då han blev kung lät han skicka efter den gifta Deuteria, och de inledde sedan ett förhållande. Deuteria lämnade då sin make men tog med sig sin dotter. Därefter gifte sig paret, trots att Deuteria redan var gift och Theodebert var förlovad med Wisigarde, dotter till langobardernas kung Waccho. Paret fick en son, Theodebald I, och en dotter, Berthoara. Det råder oklarhet kring frågan om Deuteria och Theodebert faktiskt var gifta, eftersom Deuteria redan var gift och äktenskapet inte påverkade Theodeberts förlovning, och eftersom Deuteria ibland hänvisades till som "konkubin", men det är också ett faktum att hon nästan undantagslöst kallas "drottning" av krönikörerna, trots osäkerheten kring huruvida en vigselceremoni hade inträffat. 
År 536 ska Deuteria ha mördat sin dotter Adia i fruktan för att denna skulle bli hennes rival om Theodebert. Enligt legenden lät hon dränka dottern i närheten av Verdun. Efter mordet försköt Theodebert Deuteria på uppmaning av adeln, som önskade att han skulle gifta sig med sin trolovade, Wisigarde. Deuteria fick då lämna både hovet och sin son, varpå Theodebert gifte sig med Wisigarde. Då Wisigarde avled (540) ville Theodebert återkalla Deuteria men vågade inte göra det.